# Stary Sławoszew

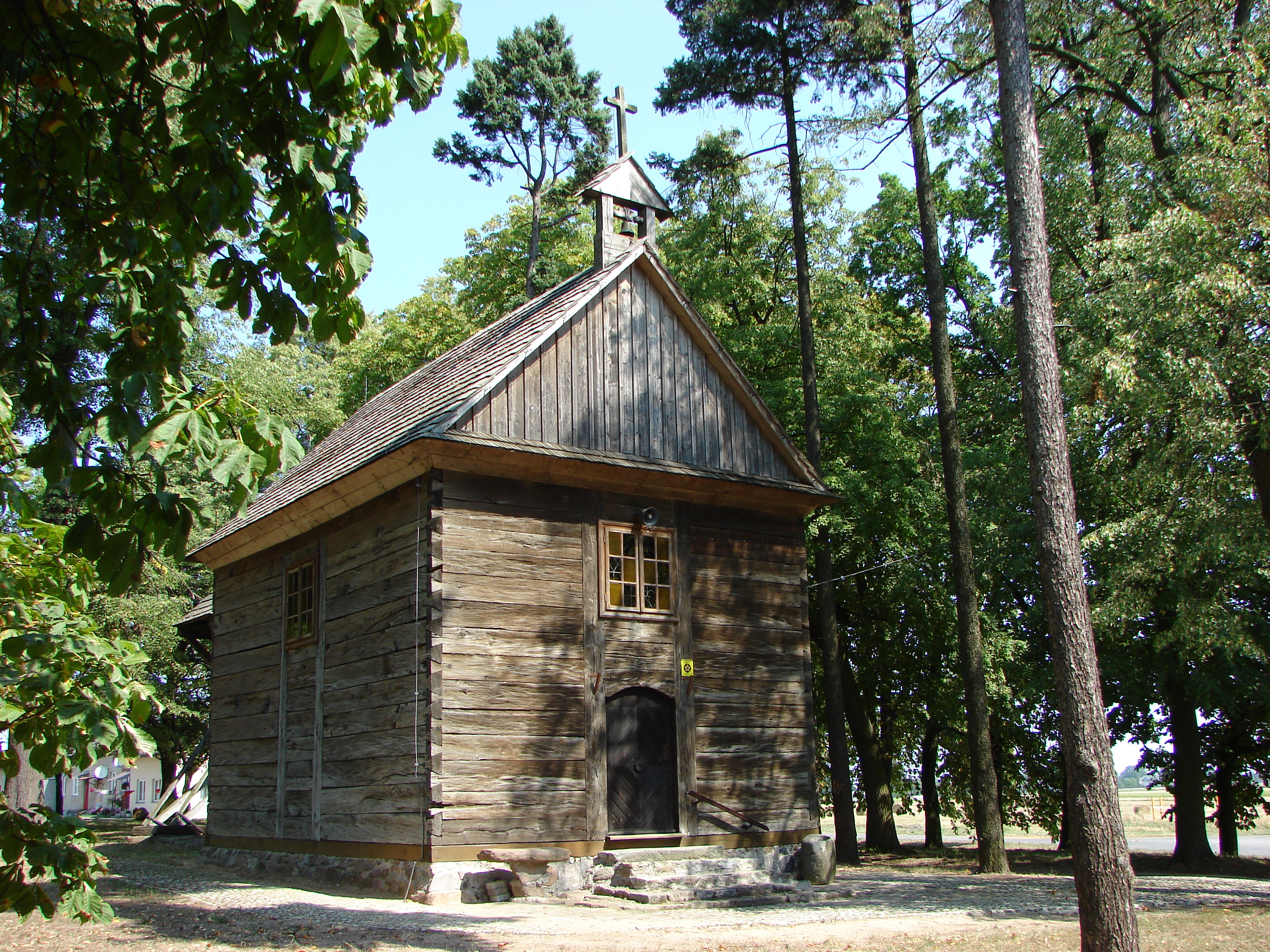
Chapelle de l'Assomption de 1840.

Stary Sławoszew (prononciation [ˈstarɨ swaˈvɔʂɛf]) est un village de la gmina de Daszyna, du powiat de Łęczyca, dans la voïvodie de Łódź, situé dans le centre de la Pologne.

## Administration
De 1975 à 1998, le village était attaché administrativement à l'ancienne voïvodie de Płock.

Depuis 1999, il fait partie de la nouvelle voïvodie de Łódź.